# Akiko Wakabayashi
Akiko Wakabayashi (Japans: 若林 映子, Wakabayashi Akiko) (Ota (Tokio), 26 augustus 1941) is een Japanse actrice.

## Levensloop en carrière
Wakabayashi maakte in de jaren 60 veel films in Japan, zoals King Kong vs. Godzilla. In 1967 speelde ze haar grootste rol als bondgirl Aki in de film You Only Live Twice. Ze speelde samen met Mie Hama de bondgirl in deze film. 

## Beknopte filmografie
- Akiko, 1961
- King Kong vs. Godzilla, 1962
- Ghidorah, the Three-Headed Monster, 1964
- You Only Live Twice, 1967

- Bibsys: 11013145
- Biblioteca Nacional de España: XX1277990
- Bibliothèque nationale de France: cb14237452q (data)
- Gemeinsame Normdatei: 1065696701
- International Standard Name Identifier: 0000 0001 2117 725X
- Library of Congress Control Number: no98081266
- Bibliotheek van het Japanse parlement: 001300426
- Nationale Bibliotheek van Polen: a0000002241624
- Nederlandse Thesaurus van Auteursnamen: 308035615
- Système universitaire de documentation: 086456490
- Virtual International Authority File: 2085915
- WorldCat: E39PBJkXx3HJWtpJtft9PdmyBP